# Frédéric George
Frédéric George (1868-1933) was van 1904 tot 1914 gastheer in café Moscou in de Franse plaats Saint-Rémy-de-Provence. Als amateur-fotograaf maakte hij in deze periode enkele honderden foto's die hij gebruikte om zijn klanten te laten zien. Van groot etnografisch belang zijn de stereo-paren op glas die bekeken worden met behulp van een speciaal apparaat. Ze geven dan een stereoscopisch beeld.
Frédéric George creëerde een positief en veelzijdig beeld van de Provence, waar hij zijn vrienden mee vermaakte. Als eigenaar van een van de gezelligheidscentra van Saint-Rémy-de-Provence, was Frédéric George zowel deelgenoot als getalenteerd getuige van het toenmalige leven.
In het Musée des Alpilles in Saint-Rémy-de-Provence was van 17 oktober 2009 tot het voorjaar van 2012 een expositie van het werk van Frédéric George: "Visages de Provence, photographies de Frédéric George (1868-1933)".